# Saint-Bressou
Saint-Bressou település Franciaországban, Lot megyében. Lakosainak száma 122 fő (2022. január 1.). Saint-Bressou Le Bouyssou, Cardaillac, Fons, Fourmagnac, Labathude, Lacapelle-Marival és Sainte-Colombe községekkel határos.

## Népesség
A település népessége az elmúlt években az alábbi módon változott:
| Lakosok száma | 157  | 133  | 118  | 105  | 122  | 118  | 114  | 120  | 123  | 122  |
|               | 1968 | 1982 | 1990 | 2006 | 2013 | 2015 | 2017 | 2019 | 2020 | 2022 |